# Pabellón de Colombia (Exposición Iberoamericana)

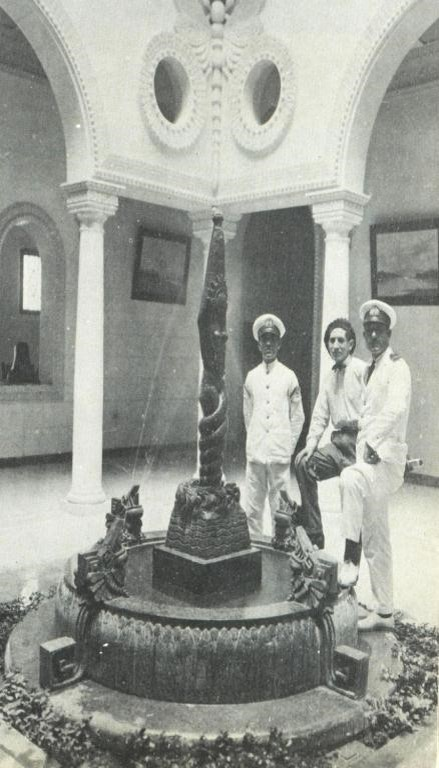
Rómulo Rozo y la Bachué en el patio interior del pabellón, c.a., 1929.

El pabellón de Colombia de la Exposición Iberoamericana de 1929 es un edificio historicista de Sevilla. En la actualidad es un consulado de Colombia. 

## Historia
El Gobierno colombiano acordó participar en la muestra desde 1911, cuando fue informado de su celebración, y la partida económica para esto fue dada el 20 de junio de 1926 por parte del Parlamento. El carácter exportador de Colombia le provocaba interés en promocionar sus productos en España, sobre todo su café.
El gobierno de Colombia cedió la construcción y el diseño a los técnicos españoles del gabinete técnico del Comité organizador. Con la colaboración del cónsul Ernesto Retrepo Tirado, el gobierno colombiano encarga el proyecto al arquitecto José Granados de la Vega y al aparejador Ángel Hoyuelas Martínez. El edificio expuso esculturas, hermosos murales y artesanía nacional, como los sombreros.
Además de este pabellón se acordó otro dedicado al café, llamado "Café Suave de Colombia", donde podía degustarse, y otro dedicado al tabaco, sin embargo de este último no hay constancia de su construcción.
En la actualidad el Pabellón es el consulado de ese país en la ciudad. El 9 de abril de 1931 se acordó también su uso como Escuela Náutica San Telmo.

## Rómulo Rozo y la ornamentación del pabellón
El escultor colombiano Rómulo Rozo fue llamado en 1928 por el gobierno colombiano para ejecutar la ornamentación del edificio construido por José Granados. Rozo se encontró con una edificación que hacía referencia a la arquitectura religiosa del barroco latinoamericano e inició la proyección de la ornamentación, inspirada en el arte precolombino de las culturas Maya, Chibcha, Tolima y San Agustín, entre otras. Además, Rozo traía consigo desde París a su obra más importante para emplazarla en el edificio: Bachué, diosa generatriz de los chibchas. La obra ya le había generado un gran éxito en París y una gran repercusión mediática, por lo cual es evidente que fue esta obra la que incidió en la elección de Rozo para la decoración del edificio. La Bachué fue instalada en una fuente en el centro de la primera planta del edificio, y tanto en el interior como en el exterior Rozo realizó molduras en yeso y hormigón con figuras zoomorfas. Se destaca la decoración del Escudo de Colombia en la fachada principal (una reminiscencia a la fachada de la Estación de la Sabana en la cual Rozo trabajo como obrero durante 1918), el arco de la portada realizado a partir de la repetición modular de la tusa del maíz, y los dioses tutelares que custodian la entrada. Rozo además diseño la ornamentación en hierro del portón, con formas inspiradas en los pectorales de Tierradentro y la orfebrería Tolima. Las torres fueron decoradas con columnas salomónicas que enmarcan a cuatro deidades alegóricas: la navegación, la agricultura, el comercio y la industria. Algunos vitrales del edificio fueron diseñados por la esposa del artista, Ana Krauss, inspirada en la vegetación de Colombia para el caso de la sala semicircular del edificio, y con anagramas en la montera que da al patio central. Asimismo, hay un friso cerámico a lo largo de la fachada realizado por la fábrica Ramos Tejano, concebido como una pieza modular que representa máscaras rituales indígenas. El resultado final terminó siendo un edificio sui generis, por la extraña belleza entre la conjunción de una arquitectura religiosa con una decoración sin antecedentes basada en civilizaciones precolombinas. La repercusión de la prensa ante el producto finalizado del edificio concluyó en un éxito sin precedentes para Rómulo Rozo, quien, sin embargo, decidió no regresar a Colombia sino establecerse en México a partir 1931.

## La participación de Colombia en la exposición

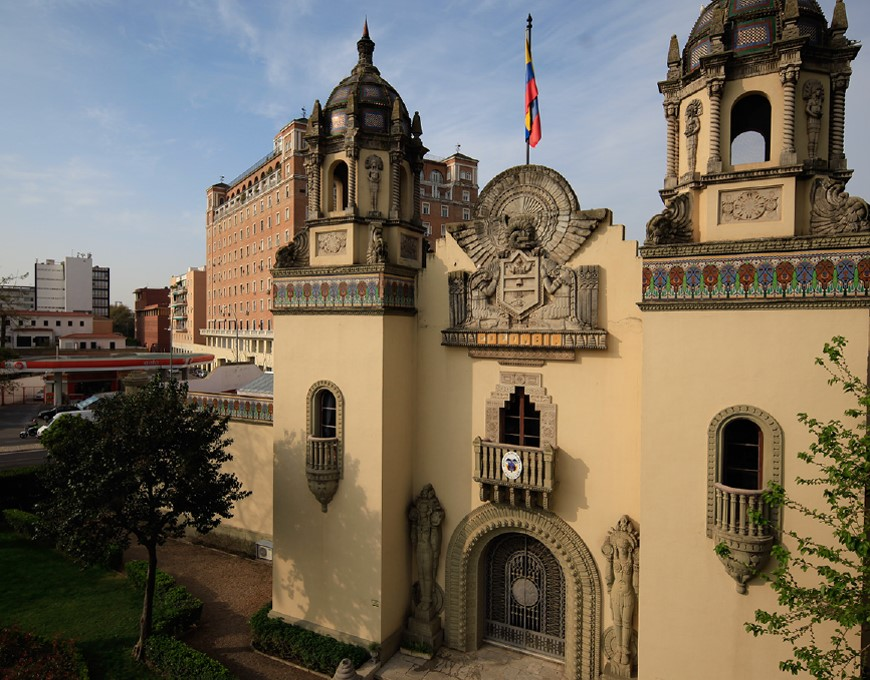
Fachada del pabellón de Colombia.

El edificio fue inaugurado el 26 de septiembre de 1929 contando con la presencia de una importante delegación colombiana, los infantes Carlos y Luisa de Borbón y sus hijas las princesas Esperanza y María de las Mercedes, entre otros importantes personajes de la comitiva española. También estuvo presente Edda Mussolini, hija del entonces presidente del consejo de ministros de Italia. En el patio interior de la primera planta se organizó una exposición de arte contemporáneo, comisariada por el artista Roberto Pizano, quien adquirió las obras con dinero del gobierno nacional específicamente para este evento. Pizano falleció tempranamente mientras organizaba la exposición, aunque esta siguió la agenda estimada. La selección hecha por Pizano consistió en la primera colección de arte contemporáneo con que se conformó el Museo Nacional de Colombia al regreso de su préstamo a Sevilla.
Las demás salas del Pabellón fueron usadas como espacios de exhibición de distintos productos comerciales y culturales. Una sala blindada fue adecuada para la exhibición de finos diamantes y esmeraldas, otra para platería y arte colonial, otra para la muestra de publicaciones nacionales, y un pabellón anexo de estructura temporal fue erigido para la muestra del café colombiano. Además, una de las salas fue decorada con recreaciones de esculturas agustinianas para exhibir el Tesoro de los Quimbayas, ahuar funerario de 123 piezas en oro obsequiado en 1892 por el gobierno colombiano a España. Este invaluable tesoro colombiano fue sin embargo, pedido en préstamo a España para su muestra pública en el evento.
Aunque la Exposición Iberoamericana duró hasta mediados de 1930, el gobierno nacional ordenó el cierre del edificio y el regreso de los productos en noviembre de 1929, tan solo un mes y medio después de abierto al público, puesto que había sido un gran esfuerzo económico que no podía costearse, especialmente por los gastos de seguridad y seguros que demandaba el préstamo de las colecciones de orfebrería y esmeraldas.